# The Attraction to All Things Uncertain
The Attraction to All Things Uncertain – pierwszy album studyjny zespołu Tweaker, wydany 18 września 2001 roku przez Six Degrees Records.

## Lista utworów
1. „Linoleum” (feat. David Sylvian) – 4:33
2. „Years from Now” – 2:49
3. „Swamp” – 4:21
4. „Turned” – 2:32
5. „Happy Child” (feat. Will Oldham) – 4:27
6. „The Drive-bye” – 4:27
7. „Take Me Alive” (feat. Craig Wedren) – 4:28
8. „Susan” – 2:48
9. „Microsize Boy” – 3:13
10. „Full Cup of Coffee” – 3:54
11. „Empty Sheet of Paper” – 3:40
12. „After All” (feat. Craig Wedren) – 5:49
13. „Come Play” – 4:53

Wydanie japońskie
1. „Swamp” (Vocal Version) (feat. Jonah Matranga)
2. „Linoleum” (The Josh Wink Interpretation)
3. „Linoleum” (Paul Leary Remix)